# ارزی (روستا)
اِرزی (روسی: Эрзи؛ اینگوشی: Аьрзи؛ به معنای «عقاب») یک روستای قرون وسطایی (آئول) در شهرستان دژیراخسکی، جمهوری اینگوشِ روسیه است. این روستا بخشی از زیستگاه روستایی (مرکز اداری) اولگتی است. تمامیِ ناحیهٔ سکونتگاه در موزه ذخیره‌گاه دولتی تاریخی-معماری و طبیعی جیراخ-آسا قرار دارد و تحت حفاظت دولت است.

## نامگذاری
واژهٔ «اِرزی» (Аьрзи) در زبان اینگوشی به معنای «عقاب» است. طبق فولکلور اینگوشی، ارزی در مکانی که آشیانهٔ عقاب بود بنیان نهاده شد.

## جغرافیا
ارزی در بخش غربی منطقهٔ کوهستانی اینگوش، ۱۳۱۵ متر بالاتر از سطح دریا و در کرانهٔ غربی رود آرمخی واقع شده است.

## تاریخچه
گفته می‌شود این سکونتگاه در سدهٔ شانزدهم توسط چارد، نیای چندین خانوادهٔ اینگوشی مانند ممیلوف‌ها، یندیف‌ها، بوراژف‌ها و آلگانوف‌ها بنیان نهاده شده است. منابع دیگر بنیان‌گذاری روستا را به یند، پیشرو و جد «خانوادهٔ اصلی» ارزی نسبت می‌دهند که نگهبان بود و برای عبور خراج می‌گرفت. ارزی محل سکونت چندین ایل و خانوادهٔ اینگوشی بود.
در ۱۴ مه ۱۷۳۳، بومیان ارزی، بودشا و کارادشا یاندیف با واختانگ ششم کارتلی سوگند وفاداری یاد کردند.
در ۸ ژانویه ۱۸۱۱، طبق عهدنامه‌ای که توسط نمایندگان خاسای و ایتار یاندیف امضاء شد، ارزی به امپراتوری روسیه ضمیمه شد.
در دوران پیش از اسلام، روابط فرهنگی و مذهبی نیرومندی با مجموعه برج‌های همسایه، تیارش و شوآن وجود داشت.
میان سال‌های ۲۰۱۲ و ۲۰۱۵، مجموعهٔ برج‌ها بازسازی شد. این مجموعه دارای ۸ برج مبارزه‌ای، ۲تا نیمه‌مبارزه‌ای، ۴۷تا مسکونی، ۱ معبد و بیش از ۲۰ گورستان، از جمله آرامگاه برج‌ساز معروف، یند، است.
در سال ۲۰۱۹، زمان‌سنجی کربنی نشان داد که ارزی بین سال‌های ۱۶۸۳ و ۱۷۲۳ ساخته شده است.
در سال ۱۹۳۱، کشفی نادر و مهم در روستای ارزی به‌دست آمد: یک مجمره برنزی به شکل یک عقاب، که به عنوان عقاب سلیمان شناخته می‌شود، هرچند برخی تاریخدانان بر این باورند که عقاب بخشی از یک استاندارد نظامی بوده است. این مجمره در سدهٔ هشتم میلادی (۱۸۹ هجری قمری) ساخته شده است. در سال ۱۹۳۶، مجسمه به سنت پترزبورگ منتقل شد و در سالن فرهنگ و هنر موزه ارمیتاژ به نمایش گذاشته شد.